# 聖邁納德 (印第安納州)
聖邁納德（英語：Saint Meinrad）是位於美國印第安納州斯潘塞縣的一個人口普查指定地區。該地的面積和人口皆未知。

## 地理
聖邁納德所處的海拔為高於海平面135米（即443英呎），而該地所採用的時區為UTC-5，即北美東部時區（EST）。同時該地設有夏令時間，為UTC-5調快一小時，即UTC-4（EDT）。